# Пераметса (Вастселійна)
Пераметса (ест. Perametsa) — село в Естонії, входить до складу волості Вастселійна, повіту Вирумаа.